# Fioletovo
Fioletovo là một đô thị thuộc tỉnh Lori, Armenia. Dân số ước tính năm 2011 là 1403 người.